# Quavo
Quavious Keyate Marshall, nume de scenă Quavo, (n. 2 aprilie 1991, Georgia, SUA) este un rapper american, cântăreț, compozitor și producător de înregistrări. El este cel mai bine cunoscut ca un membru al hip hop-ului și al muzicii de capcane trio Migos. Quavo este legat de colegii lui Migos, fiind unchiul Takeoff și vărul lui Offset.
În afara lui Migos, Quavo a fost prezentat pe patru single-uri care au atins punctul culminant în topul primelor 10 din Billboard Hot 100, printre care "I'm the One" al lui DJ Khaled. Pe 11 octombrie 2018, a lansat albumul său de debut solo, Quavo Huncho, care a atins punctul 2 la Billboard Hot 200.

## Viața timpurie
Quavaous Keyate Marshall s-a născut la 2 aprilie 1991, la Athens, Georgia. Mama lui Marshall, Edna Marshall, a fost coafor și tatăl său a murit la vârsta de cinci-șase ani. Cei trei membri ai trupei Migos au crescut împreună în Comitatul Gwinnett, Georgia, o zonă în cea mai mare parte suburbană, la o jumătate de oră la nord-est de Atlanta.
Marshall a participat la liceul Berkmar și a fost fundașul echipei de fotbal din timpul sezonului 2009, anul său senior. Deși înălțimea lui a fost listată ca fiind înălțimea de 6 ft 1, în realitate mai aproape de 5 ft 10 in, a fost subțire pentru un jucător de fotbal (descris de Gwinnett Daily Post ca "spindly"). Berkmar a mers 1-9 în sezonul 2009, iar Marshall a mers 19-de-25 pentru 201 de metri și trei touchdown-uri pentru prima victorie a sezonului. Quavo a deținut anterior înregistrarea, completând 28 de pase într-un joc în 2009.
În ciuda încheierii sezonului de fotbal pentru ultimul an, Marshall a renunțat la Berkmar luni înainte de absolvire.

## Cariera muzicală
Migos a fost format în 2008 de către Quavo și colegii rapitori Takeoff și Offset. Cei trei membri sunt direct legați și au fost crescuți împreună de mama lui Quavo. Quavo este unchiul lui Takeoff, iar Offset este vărul lui Quavo.  Grupul a fost inițial cunoscut sub denumirea de Polo Club și este din Lawrenceville, Georgia. Grupul a decis în cele din urmă să își schimbe numele în "Migos" după ce a decis că Clubul Polo era prea generic. Grupul a lansat primul lor proiect de lungă durată, un mixtape intitulat Juug Season, pe 25 august 2011. Au urmat cu Mixtape No Label, pe 1 iunie 2012.
Migos a devenit inițial proeminent în 2013, după lansarea single-ului "Versace". Cântecul a fost remixat de rapperul canadian Drake și a atins cifra de 99 la Billboard Hot 100 și numărul 31 pe melodiile Hot R & B / Hip-Hop. Quavo a avut primul său single de plumb, în calitate de artist solo, cu melodia "Champions" cu câțiva artiști, piesa atingând numărul 71 pe Billboard Hot 100.
După succesul celui de-al doilea album de studio Migos, Culture, care a ajuns pe locul 1 în topul american Billboard 200, Quavo a fost prezentat ulterior pe mai multe cântece populare, printre care "Felicitari", "Eu sunt unul", "Portland" Strip That Down ". Într-un interviu acordat lui GQ, rapperul Travis Scott de la Houston, cu care a colaborat anterior cu Quavo la colaborarea Young Thug "Pick Up the Phone", a arătat că a avut un album colaborativ cu Quavo în lucrări.
În aprilie 2017, Quavo a fost prezentat pe "The Fate of the Furious": albumul "Go Off" cu Lil Uzi Vert și Travis Scott. Cântecul a fost în cele din urmă certificat Gold de către RIAA. Quavo a lansat, de asemenea, "Ice Tray" cu Lil Yachtype data de 14 decembrie 2017. Cântecul a ajuns la numărul 74 pe Billboard Hot 100.
Pe 21 decembrie 2017, Quavo a anunțat că va lansa pe 22 decembrie 2017 Huncho Jack, Jack Huncho și Travis Scott fără nici o promovare prealabilă. Albumul a avut opt melodii care au debutat pe Billboard Hot 100.
La 26 ianuarie 2018, Migos a lansat Culture II. Quavo a lansat trei single-uri pentru albumul său de debut solo de debut, "Workin Me", "Lamb Talk" și "Bubble Gum", cu "Workin Me" atingând 52 la Billboard Hot 100,

## Probleme juridice
La 18 aprilie 2015, autoritățile au oprit un concert Migos la Universitatea de Sud din Georgia și au arestat toți cei trei membri ai grupului, precum și câțiva membri ai anturajului lor. Quavo a fost acuzat de posesia unui narcotic de tip II nespecificat, de posesie de marijuana, de posesie a unei arme de foc într-o zonă de siguranță școlară și de posesie a unei arme de foc în timpul comiterii unei crime. El a fost eliberat din închisoare în legătură cu obligațiunile, iar mai târziu nu a pledat nici un concurs pentru a comite o greșeală de marijuana și a primit o sentință de 12 luni, care a fost suspendată pe baza plății amenzilor.

## Discografie
Albume de studio
- Quavo Huncho (2018)

Albume colaborative
- Huncho Jack, Jack Huncho (cu Travis Scott ca Jack Huncho) (2017)

## Filmografie
| Anul | Titlu               | Rolul  | Note                         |
| ---- | ------------------- | ------ | ---------------------------- |
| 2016 | Atlanta (TV series) | însuși | Episod: "Du-te pentru Broke" |
| 2018 | Star (TV series)    | însuși | Episod: "Dreamers"           |